# Mark Teixeira
Mark Teixeira (Mark Charles Teixeira, Annapolis,  Maryland, 11 de Abril de 1980) é um ex-jogador de basebol norte-americano descendente de portugueses.
Em 2008, após terminar contrato com o clube Los Angeles Angels, os New York Yankees ofereceram-lhe um contrato no valor de 180 milhões de dólares por oito anos. Anualmente, recebndo um valor a rondar os 14,8 milhões de euros, tornando-o, à época, o desportista português, ou luso-descendente, mais bem pago do mundo, ultrapassando mesmo o futebolista Cristiano Ronaldo (6,8 milhões de euros anuais).

## Biografia
Mark Teixeira é luso-descendente. O seu avô era um português que vivia na Guiana (em 1834 houve um grande fluxo de portugueses que emigraram para o atual país da América do Sul). Entre as décadas de 1920 e 1930, ainda adolescente, mudou-se para os Estados Unidos.
Teixeira foi um animado futebolista amador durante a sua infância e adolescência, mas foi no basebol que se destacou. Na altura em que ficou livre para assinar por quem quisesse, quase todos os clubes o procuraram. Mark confessa que a decisão final foi da sua mulher Leigh, que lhe disse: -"Quero que sejas um Yankee!". Revelou também que Nova Iorque é a melhor cidade do mundo e que não existe local melhor para jogar basebol, acrescentando que o Yankee Stadium é provavelmente o melhor estádio desportivo do mundo. O clube que representa teve jogadores famosos como Lou Gehrig, Mickey Mantle, Babe Ruth e Joe DiMaggio.
Em 5 de agosto de 2016 Teixeira anunciou que se aposentaria no final desta temporada.